# Paris Saint-Germain Football Club 2018-2019 (femminile)
Questa voce raccoglie le informazioni riguardanti la squadra femminile del Paris Saint-Germain nelle competizioni ufficiali della stagione 2018-2019.

## Maglie e sponsor
Lo sponsor tecnico per la stagione 2018-2019 è Nike, mentre lo sponsor ufficiale è Fly Emirates. La prima maglia è blu con un palo rosso e presenta pantaloni e calzettoni blu. La seconda maglia è bianca con dettagli in oro e si completa con pantaloncini e calzettoni bianchi.
| Casa | Trasferta |

## Organigramma societario
Area tecnica
- Allenatore: Olivier Echouafni
- Vice allenatore: Bernard Mendy
- Preparatore dei portieri: Bruno Valencony
- Preparatore atletico:
- Medico sociale:
- Fisioterapista:
- Coordinatore:

## Rosa
Aggiornata al 24 agosto 2019
| N. |                        | Ruolo | Calciatrice             |
| -- | ---------------------- | ----- | ----------------------- |
| 1  | Polonia (bandiera)     | P     | Katarzyna Kiedrzynek    |
| 2  | Svezia (bandiera)      | D     | Hanna Glas              |
| 4  | Polonia (bandiera)     | D     | Paulina Dudek           |
| 5  | Stati Uniti (bandiera) | D     | Alana Cook              |
| 7  | Francia (bandiera)     | C     | Aminata Diallo          |
| 8  | Francia (bandiera)     | C     | Grace Geyoro            |
| 9  | Francia (bandiera)     | A     | Marie-Antoinette Katoto |
| 10 | Danimarca (bandiera)   | A     | Nadia Nadim             |
| 11 | Francia (bandiera)     | A     | Kadidiatou Diani        |
| 12 | Canada (bandiera)      | D     | Ashley Lawrence         |
| 13 | Germania (bandiera)    | C     | Sara Däbritz            |

| N. |                        | Ruolo | Calciatrice       |
| -- | ---------------------- | ----- | ----------------- |
| 14 | Spagna (bandiera)      | D     | Irene Paredes     |
| 16 | Cile (bandiera)        | P     | Christiane Endler |
| 17 | Francia (bandiera)     | D     | Ève Périsset      |
| 18 | Francia (bandiera)     | C     | Lina Boussaha     |
| 19 | Francia (bandiera)     | A     | Annahita Zamanian |
| 20 | Francia (bandiera)     | D     | Perle Morroni     |
| 21 | Francia (bandiera)     | C     | Sandy Baltimore   |
| 22 | Danimarca (bandiera)   | A     | Signe Bruun       |
| 24 | Brasile (bandiera)     | C     | Formiga           |
| 27 | Francia (bandiera)     | C     | Léa Khelifi       |
| 30 | Stati Uniti (bandiera) | P     | Arianna Criscione |

## Calciomercato

### Sessione estiva
| Acquisti | Acquisti          | Acquisti             | Acquisti      |
| R.       | Nome              | da                   | Modalità      |
| -------- | ----------------- | -------------------- | ------------- |
| D        | Hanna Glas        | Eskilstuna United    |               |
| D        | Daiane Limeira    | Avaldsnes            |               |
| D        | Perle Morroni     | Barcellona           | fine prestito |
| C        | Sana Daoudi       | Atlético Madrid      | fine prestito |
| C        | Anissa Lahmari    | Paris FC             | fine prestito |
| C        | Wang Shuang       | Wuhan Jiangda        |               |
| C        | Annahita Zamanian | Kopparbergs/Göteborg |               |
| A        | Signe Bruun       | Fortuna Hjørring     |               |

| Cessioni | Cessioni          | Cessioni        | Cessioni               |
| R.       | Nome              | a               | Modalità               |
| -------- | ----------------- | --------------- | ---------------------- |
| D        | Laure Boulleau    |                 | fine contratto, ritiro |
| D        | Érika             | Corinthians     | fine contratto         |
| D        | Léa Kergal        | Le Havre        | fine contratto         |
| C        | Lina Boussaha     | Lilla           | prestito               |
| C        | Sana Daoudi       | Guingamp        | fine contratto         |
| A        | Marie-Laure Delie | Metz            | fine contratto         |
| A        | Jennifer Hermoso  | Atlético Madrid | fine contratto         |

### Sessione invernale
| Acquisti | Acquisti    | Acquisti          | Acquisti |
| R.       | Nome        | da                | Modalità |
| -------- | ----------- | ----------------- | -------- |
| D        | Alana Cook  | Stanford Cardinal |          |
| A        | Nadia Nadim | Manchester City   |          |

| Cessioni | Cessioni            | Cessioni | Cessioni |
| R.       | Nome                | a        | Modalità |
| -------- | ------------------- | -------- | -------- |
| C        | Anissa Lahmari      | Soyaux   | prestito |
| A        | Melike Pekel        | Bordeaux | prestito |
| A        | Davinia Vanmechelen | PSV      | prestito |

## Risultati

### Division 1

#### Girone di andata
| Arbitro: | Victoria Beyer |

|  |           |                     |
|  | Marcatori | 24’ (rig.) Périsset |

| Arbitro: | Élodie Coppola |

|                                                              |           |                     |
| Katoto 14’ Wang 39’ Geyoro 50’ Diani 59’ Périsset 67’ (rig.) | Marcatori | 80’ (aut.) Périsset |

| Arbitro: | Hélène Burban |

|  |           |                                                      |
|  | Marcatori | 32’, 40’ Diani 38’ Katoto 45’, 67’ Bruun 58’ Lahmari |

| Arbitro: | Maika Vanderstichel |

|  |           |                           |
|  | Marcatori | 16’ Bruun 33’, 58’ Katoto |

| Arbitro: | Florence Guillemin |

|          |           |              |
| Wang 35’ | Marcatori | 12’ Boussaha |

| Arbitro: | Elodie Coppola |

|            |           |                             |
| Delabre 6’ | Marcatori | 54’ (rig.), 68’, 83’ Katoto |

| Arbitro: | Maika Vanderstichel |

|                      |           |  |
| Diani 27’ Katoto 83’ | Marcatori |  |

| Arbitro: | Solenne Bartnik |

|            |           |  |
| Katoto 73’ | Marcatori |  |

| Arbitro: | Victoria Beyer |

|  |           |                     |
|  | Marcatori | 9’ Katoto 82’ Diani |

| Arbitro: | Maïka Vanderstichel |

|          |           |            |
| Wang 15’ | Marcatori | 19’ Renard |

| Arbitro: | Aurélie Efe |

|                     |           |                               |
| Lemaître 44’ (rig.) | Marcatori | 77’ (rig.), 88’ (rig.) Katoto |

#### Girone di ritorno
| Arbitro: | Clémence Goncalves |

|                    |           |  |
| Glas 59’ Diani 70’ | Marcatori |  |

| Arbitro: | Camille Soriano |

|              |           |                          |
| Sällström 6’ | Marcatori | 15’ Dudek 40’, 70’ Diani |

| Arbitro: | Solenne Bartnik |

|                                                          |           |            |
| Katoto 7’, 17’, 51’ Lawrence 15’, 45’ Wang 58’ Diani 83’ | Marcatori | 8’ Delabre |

| Arbitro: | Victoria Beyer |

|             |           |                                 |
| Bauduin 64’ | Marcatori | 38’, 85’ Katoto 49’ (rig.) Wang |

| Arbitro: | Elodie Coppola |

|                                        |           |  |
| Wang 1’ Geyoro 6’ Katoto 20’ Nadim 88’ | Marcatori |  |

| Arbitro: | Hélène Burban |

|                                  |           |  |
| Wang 6’ Diani 24’, 28’ Nadim 75’ | Marcatori |  |

| Arbitro: | Aurélie Efe |

|  |           |                            |
|  | Marcatori | 88’ Diallo 90+2’ Baltimore |

| Arbitro: | Hélène Burban |

|                                 |           |  |
| Geyoro 4’ Paredes 45’ Nadim 55’ | Marcatori |  |

| Arbitro: | Victoria Beyer |

|                                                                               |           |  |
| Hegerberg 8’ Le Sommer 40’ Renard 45’ (rig.) Marozsán 60’ van de Sanden 90+2’ | Marcatori |  |

| Arbitro: | Elodie Coppola |

|                                            |           |                            |
| Katoto 11’, 12’, 62’, 90+5’ Diani 20’, 28’ | Marcatori | 43’ Rodrigues 82’ Chatelin |

| Arbitro: | Solenne Bartnik |

|             |           |             |
| Debever 67’ | Marcatori | 42’ Paredes |

### Coppa di Francia
| Arbitro: | Clothilde Brassart |

|                                                                               |           |  |
| Katoto 1’, 51’ Baltimore 21’, 38’ Geyoro 27’ Dudek 45’ Diani 49’ Zamanian 65’ | Marcatori |  |

| Arbitro: | Aurélie Efe |

|  |           |                   |
|  | Marcatori | 82’ (rig.) Katoto |

| Arbitro: | Florence Guillemin |

|              |           |  |
| Fishlock 60’ | Marcatori |  |

### UEFA Women's Champions League
| Arbitro: | Rebecca Welch |

|                 |           |                                         |
| Vágó 65’ (rig.) | Marcatori | 4’ Bruun 20’ Diani 86’ Katoto 90’ Dudek |

| Arbitro: | Ewa Augustyn |

|                             |           |  |
| Katoto 61’ (rig.) Pekel 84’ | Marcatori |  |

| Arbitro: | Sandra Bastos |

|  |           |                     |
|  | Marcatori | 42’ Katoto 80’ Wang |

| Arbitro: | Riem Hussein |

|                           |           |                       |
| Dudek 30’ Katoto 33’, 50’ | Marcatori | 47’ Hashemi 71’ Lantz |

| Arbitro: | Ivana Martinčić |

|                           |           |  |
| Blundell 73’ Cuthbert 88’ | Marcatori |  |

| Arbitro: | Sandra Bastos |

|                             |           |             |
| Diani 47’ Berger 56’ (aut.) | Marcatori | 90+1’ Kirby |

## Statistiche

### Statistiche di squadra
| Competizione     | Punti | In casa | In casa | In casa | In casa | In casa | In casa | In trasferta | In trasferta | In trasferta | In trasferta | In trasferta | In trasferta | Totale | Totale | Totale | Totale | Totale | Totale | DR  |
| Competizione     | Punti | G       | V       | N       | P       | Gf      | Gs      | G            | V            | N            | P            | Gf           | Gs           | G      | V      | N      | P      | Gf     | Gs     | DR  |
| ---------------- | ----- | ------- | ------- | ------- | ------- | ------- | ------- | ------------ | ------------ | ------------ | ------------ | ------------ | ------------ | ------ | ------ | ------ | ------ | ------ | ------ | --- |
| Division 1       | 57    | 11      | 9       | 2       | 0       | 36      | 6       | 11           | 10           | 0            | 1            | 26           | 10           | 22     | 18     | 3      | 1      | 62     | 16     | +46 |
| Coppa di Francia | -     | 1       | 1       | 0       | 0       | 8       | 0       | 2            | 1            | 0            | 1            | 1            | 1            | 3      | 2      | 0      | 1      | 9      | 1      | +8  |
| Champions League | -     | 3       | 3       | 0       | 0       | 7       | 3       | 3            | 2            | 0            | 1            | 6            | 3            | 6      | 5      | 0      | 1      | 13     | 6      | +7  |
| Totale           | -     | 15      | 13      | 2       | 0       | 51      | 9       | 16           | 13           | 0            | 3            | 33           | 14           | 31     | 25     | 3      | 3      | 84     | 23     | +61 |

### Andamento in campionato
| Giornata  | 1 | 2 | 3 | 4 | 5 | 6 | 7 | 8 | 9 | 10 | 11 | 12 | 13 | 14 | 15 | 16 | 17 | 18 | 19 | 20 | 21 | 22 |
| --------- | - | - | - | - | - | - | - | - | - | -- | -- | -- | -- | -- | -- | -- | -- | -- | -- | -- | -- | -- |
| Luogo     | T | C | T | T | C | T | C | C | T | C  | T  | C  | T  | C  | T  | C  | C  | T  | C  | T  | C  | T  |
| Risultato | V | V | V | V | N | V | V | V | V | N  | V  | V  | V  | V  | V  | V  | V  | V  | V  | P  | V  | N  |
| Posizione | 5 | 2 | 2 | 2 | 2 | 2 | 2 | 2 | 2 | 2  | 2  | 2  | 2  | 2  | 2  | 2  | 2  | 2  | 2  | 2  | 2  | 2  |

Legenda:

Luogo: C = Casa; T = Trasferta. Risultato: V = Vittoria; N = Pareggio; P = Sconfitta.

### Statistiche delle giocatrici
| Giocatore        | Division 1 | Division 1 | Division 1  | Division 1 | Coppa di Francia | Coppa di Francia | Coppa di Francia | Coppa di Francia | Champions League | Champions League | Champions League | Champions League | Totale   | Totale | Totale      | Totale     |
| Giocatore        | Presenze   | Reti       | Ammonizioni | Espulsioni | Presenze         | Reti             | Ammonizioni      | Espulsioni       | Presenze         | Reti             | Ammonizioni      | Espulsioni       | Presenze | Reti   | Ammonizioni | Espulsioni |
| ---------------- | ---------- | ---------- | ----------- | ---------- | ---------------- | ---------------- | ---------------- | ---------------- | ---------------- | ---------------- | ---------------- | ---------------- | -------- | ------ | ----------- | ---------- |
| S. Baltimore     | 12         | 1          | 1           | 0          | 2                | 2                | 0                | 0                | 2                | 0                | 0                | 0                | 16       | 3      | 1           | 0          |
| E. Berglund      | 7          | 0          | 1           | 0          | 1                | 0                | 0                | 0                | 2                | 0                | 0                | 0                | 10       | 0      | 1           | 0          |
| W. Bouzid        | 0          | 0          | 0           | 0          | -                | -                | -                | -                | -                | -                | -                | -                | 0        | 0      | 0           | 0          |
| S. Bruun         | 13         | 3          | 0           | 0          | 1                | 0                | 0                | 0                | 3                | 1                | 0                | 0                | 17       | 4      | 0           | 0          |
| A. Cook          | 3          | 0          | 0           | 0          | 0                | 0                | 0                | 0                | 1                | 0                | 0                | 0                | 4        | 0      | 0           | 0          |
| . Daiane Limeira | 9          | 0          | 1           | 0          | 0                | 0                | 0                | 0                | 3                | 0                | 1                | 0                | 12       | 0      | 2           | 0          |
| A. Diallo        | 18         | 0          | 2           | 0          | 3                | 0                | 0                | 0                | 3                | 0                | 0                | 0                | 24       | 0      | 2           | 0          |
| K. Diani         | 22         | 13         | 4           | 0          | 3                | 1                | 0                | 0                | 5                | 2                | 0                | 0                | 30       | 16     | 4           | 0          |
| P. Dudek         | 16         | 1          | 0           | 0          | 2                | 1                | 0                | 0                | 3                | 1                | 0                | 0                | 21       | 3      | 0           | 0          |
| C. Endler        | 7          | -?         | 0           | 1          | 3                | -?               | 0                | 0                | 6                | -?               | 0                | 0                | 16       | -?     | 0           | 1          |
| . Formiga        | 14         | 0          | 1           | 0          | 2                | 0                | 0                | 0                | 5                | 0                | 0                | 0                | 21       | 0      | 1           | 0          |
| G. Geyoro        | 21         | 3          | 1           | 0          | 3                | 1                | 0                | 0                | 5                | 0                | 1                | 0                | 29       | 4      | 2           | 0          |
| H. Glas          | 14         | 1          | 0           | 0          | 2                | 0                | 0                | 0                | 3                | 0                | 0                | 0                | 19       | 1      | 0           | 0          |
| A. Hegerberg     | 4          | 0          | 0           | 0          | 0                | 0                | 0                | 0                | 4                | 0                | 0                | 0                | 8        | 0      | 0           | 0          |
| M. Katoto        | 20         | 22         | ?           | ?          | 3                | 3                | ?                | ?                | 6                | 5                | ?                | ?                | 29       | 30     | ?           | ?          |
| L. Kergal        | -          | -          | -           | -          | -                | -                | -                | -                | -                | -                | -                | -                | -        | -      | -           | -          |
| K. Kiedrzynek    | 10         | -?         | 0           | 0          | 0                | 0                | 0                | 0                | 0                | 0                | 0                | 0                | 10       | 0+     | 0           | 0          |
| A. Lahmari       | 6          | 1          | 0           | 0          | 0                | 0                | 0                | 0                | 2                | 0                | 0                | 0                | 8        | 1      | 0           | 0          |
| A. Lawrence      | 14         | 2          | 3           | 0          | 2                | 0                | 1                | 0                | 4                | 0                | 0                | 0                | 20       | 2      | 4           | 0          |
| P. Morroni       | 18         | 0          | 2           | 0          | 2                | 0                | 2                | 0                | 3                | 0                | 0                | 0                | 23       | 0      | 4           | 0          |
| N. Nadim         | 8          | 3          | 0           | 0          | 2                | 0                | 0                | 0                | 0                | 0                | 0                | 0                | 10       | 3      | 0           | 0          |
| I. Paredes       | 12         | 2          | 0           | 0          | 3                | 0                | 0                | 0                | 4                | 0                | 1                | 0                | 19       | 2      | 1           | 0          |
| M. Pekel         | 6          | 0          | 0           | 0          | 1                | 0                | 0                | 0                | 4                | 1                | 0                | 0                | 11       | 1      | 0           | 0          |
| È. Périsset      | 15         | 2          | 0           | 0          | 2                | 0                | 0                | 0                | 5                | 0                | 0                | 0                | 22       | 2      | 0           | 0          |
| S. Wang          | 18         | 7          | 2           | 0          | 2                | 0                | 1                | 0                | 5                | 1                | 0                | 0                | 25       | 8      | 3           | 0          |
| D. Vanmechelen   | 1          | 0          | 0           | 0          | 0                | 0                | 0                | 0                | 1                | 0                | 0                | 0                | 2        | 0      | 0           | 0          |
| N. Vagre         | 0          | 0          | 0           | 0          | -                | -                | -                | -                | -                | -                | -                | -                | 0        | 0      | 0           | 0          |
| C. Voll          | 0          | 0          | 0           | 0          | -                | -                | -                | -                | -                | -                | -                | -                | 0        | 0      | 0           | 0          |
| A. Zamanian      | 7          | 0          | 0           | 0          | 2                | 1                | 0                | 0                | 3                | 0                | 0                | 0                | 12       | 1      | 0           | 0          |